# 佩希布伦
佩希布伦是德国巴伐利亚州的一个市镇。总面积26.45平方公里，总人口1400人，其中男性694人，女性706人（2011年12月31日），人口密度53人/平方公里。